# Incarvillea
Incarvillea es un género con 16 especies de plantas de la familia Bignoniaceae, nativo del centro y este de Asia, con la mayoría de las especies creciendo en grandes alturas en el Himalaya y Tíbet. La más familiar de las especies Incarvillea delavayi, una planta de jardín cultivada como planta ornamental. 

## Descripción
Son usualmente árboles y lianas pero hay especies de Incarvillea que son plantas herbáceas sin tallos con raíz tuberosa carnosa.

## Taxonomía
El género fue descrito por Antoine Laurent de Jussieu  y publicado en Genera Plantarum 138. 1789. La especie tipo es: Incarvillea sinensis
Etimología
Incarvillea: nombre genérico que fue nombrado en honor del jesuita francés, Pierre Nicholas Le Chéron d'Incarville. 

## Especies seleccionadas
- Incarvillea altissima
- Incarvillea arguta
- Incarvillea beresowskii
- Incarvillea compacta
- Incarvillea delavayi
- Incarvillea dissectifoliola
- Incarvillea emodi
- Incarvillea forrestii
- Incarvillea lutea
- Incarvillea mairei
- Incarvillea olgae
- Incarvillea potaninii
- Incarvillea sinensis (syn. I. variabilis)
- Incarvillea younghusbandii
- Incarvillea zhongdianensis